# Nesophontes micrus
Nesophontes micrus (Незофонт західний кубинський) — вид ссавців з родини Nesophontidae. Комахоїдний вид.

## Проживання
Цей вид був ендеміком Куби, в тому числі острів Ісла-де-ла-Хувентуд.

## Загрози та охорона
Останні вуглецеві дані від викопного матеріалу, дозволяють припустити, що вид зберігся до сучасної епохи і їх зникнення пов'язане з прибуття європейських поселенців. Введені пацюки є найбільш імовірною причиною зникнення цього виду. Залишки цього виду були знайдені разом з видами Rattus і Mus, які були завезені на острів європейськими судами.
| Панда | Це незавершена стаття з теріології. Ви можете допомогти проєкту, виправивши або дописавши її. |